# Saison 2017 de l'équipe cycliste Cervélo Bigla
La saison 2017 de l'équipe cycliste Cervélo Bigla est la quatrième de la formation depuis son retour au niveau professionnel en 2014. La principale recrue est la jeune danoise Cecilie Uttrup Ludwig. Marie Vilmann, Christina Perchtold et Allie Dragoo rejoignent également l'équipe. La formation enregistre deux départs : celui de la Canadienne Joëlle Numainville, troisième du Grand Prix de Plouay et celui de Carmen Small, championne des États-Unis du contre-la-montre.
Lotta Lepistö réalise une bonne saison avec deux victoires sur les épreuves World Tour : à l'Open de Suède Vårgårda et à Gand-Wevelgem. Elle gagne aussi À travers les Flandres, les deux titres sur route en Finlande et une étape du Tour d'Italie. Elle se classe aussi deuxième de la RideLondon-Classique. Ashleigh Moolman remporte l'Emakumeen Euskal Bira, le Tour de Toscane et les deux courses à Plumelec. Cecilie Uttrup Ludwig gagne le classement de la meilleure jeune de l'UCI World Tour, grâce notamment à une troisième place sur le Trofeo Alfredo Binda-Comune di Cittiglio. Elle gagne aussi la Semana Ciclista Valenciana et le championnat du contre-la-montre danois. Lisa Klein réalise aussi une bonne saison avec le maillot de championne d'Allemagne sur route et des places sur les championnats d'Europe espoirs. Sur les contre-la-montre par équipes la formation est deuxième de l'Open de Suède Vårgårda et troisième des championnats du monde.

## Préparation de la saison

### Partenaires et matériel de l'équipe

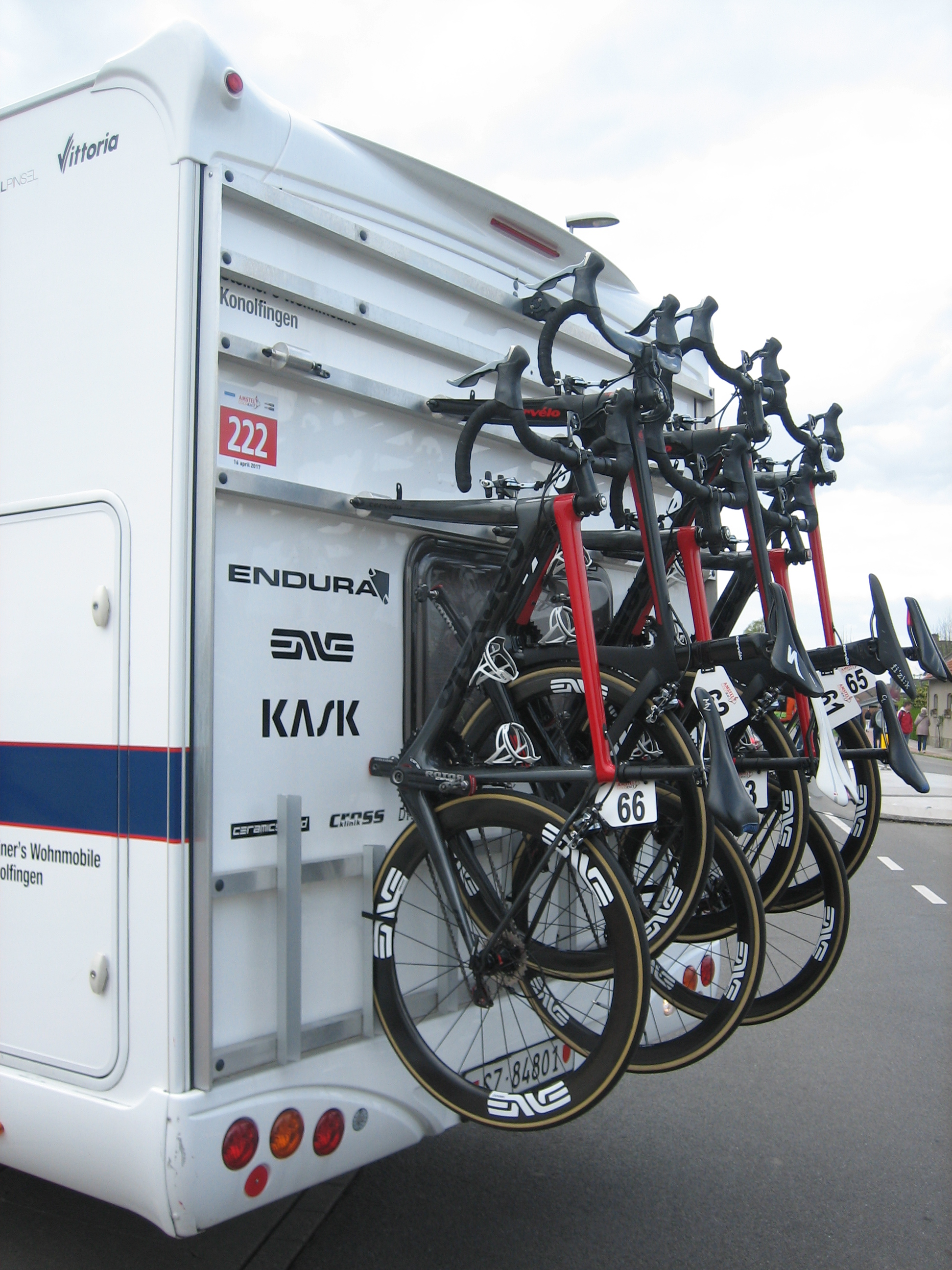
Vélos de l'équipe

Le partenaire principal de l'équipe est l'entreprise de meubles de bureau et d’établissements de santé/hôpitaux Bigla. Le fabricant de cycles Cervélo déjà partenaire l'année précédente est également partenaire.

### Arrivées et départs
La principale recrue est la jeune danoise Cecilie Uttrup Ludwig, championne national du contre-la-montre et vainqueur du Tour de Feminin-O Cenu. Elle est accompagnée de Marie Villmann, également de la formation BMS BIRN. L'Autrichienne Christina Perchtold et l'Américaine Allie Dragoo complètent l'effectif.
La formation enregistre deux départs : celui de la Canadienne Joëlle Numainville, troisième du Grand Prix de Plouay et celui de Carmen Small, championne des États-Unis du contre-la-montre.
| Arrivées              | Équipe 2016                     |
| --------------------- | ------------------------------- |
| Allie Dragoo          | Twenty16-Bikerider              |
| Christina Perchtold   | Vitalogic Astrokalb Radunion Nö |
| Cecilie Uttrup Ludwig | BMS BIRN                        |
| Marie Villmann        | BMS BIRN                        |

| Départs            | Équipe 2017 |
| ------------------ | ----------- |
| Joëlle Numainville | Cylance     |
| Carmen Small       | BMS BIRN    |

## Effectif et encadrement

### Effectif
| Effectif 2017                              | Effectif 2017     | Effectif 2017       | Effectif 2017                          |
| Cycliste                                   | Date de naissance | Pays                | Équipe précédente                      |
| ------------------------------------------ | ----------------- | ------------------- | -------------------------------------- |
| Allie Dragoo (1 janv.–12 juin)             | 17 décembre 1989  | États-Unis          | Twenty16-Ridebiker (2016)              |
| Nicole Hanselmann                          | 6 mai 1991        | Suisse              |                                        |
| Ciara Horne                                | 7 septembre 1989  | Royaume-Uni         |                                        |
| Lisa Klein                                 | 15 juillet 1996   | Allemagne           |                                        |
| Clara Koppenburg                           | 3 août 1995       | Allemagne           |                                        |
| Lotta Lepistö                              | 28 juin 1989      | Finlande            |                                        |
| Cecilie Uttrup Ludwig                      | 23 août 1995      | Danemark            | BMS BIRN (2016)                        |
| Ashleigh Moolman                           | 9 décembre 1985   | Afrique du Sud      | Hitec Products (2014)                  |
| Christina Perchtold                        | 11 mai 1993       | Autriche            | Vitalogic Astrokalb Radunion Nö (2016) |
| Gabrielle Pilote Fortin                    | 26 avril 1993     | Canada              | Visit Dallas (2015)                    |
| Stephanie Pohl                             | 21 octobre 1987   | Allemagne           | Futurumshop.nl-Polaris (2013)          |
| Marie Vilmann                              | 21 octobre 1993   | Royaume du Danemark | BMS BIRN (2016)                        |
| Daria Pikulik (3 juill.–31 déc.)           | 6 janvier 1997    | Pologne             |                                        |
|                                            |                   |                     |                                        |
| Sources : ProCyclingStats Cycling Archives |                   |                     |                                        |

Portraits
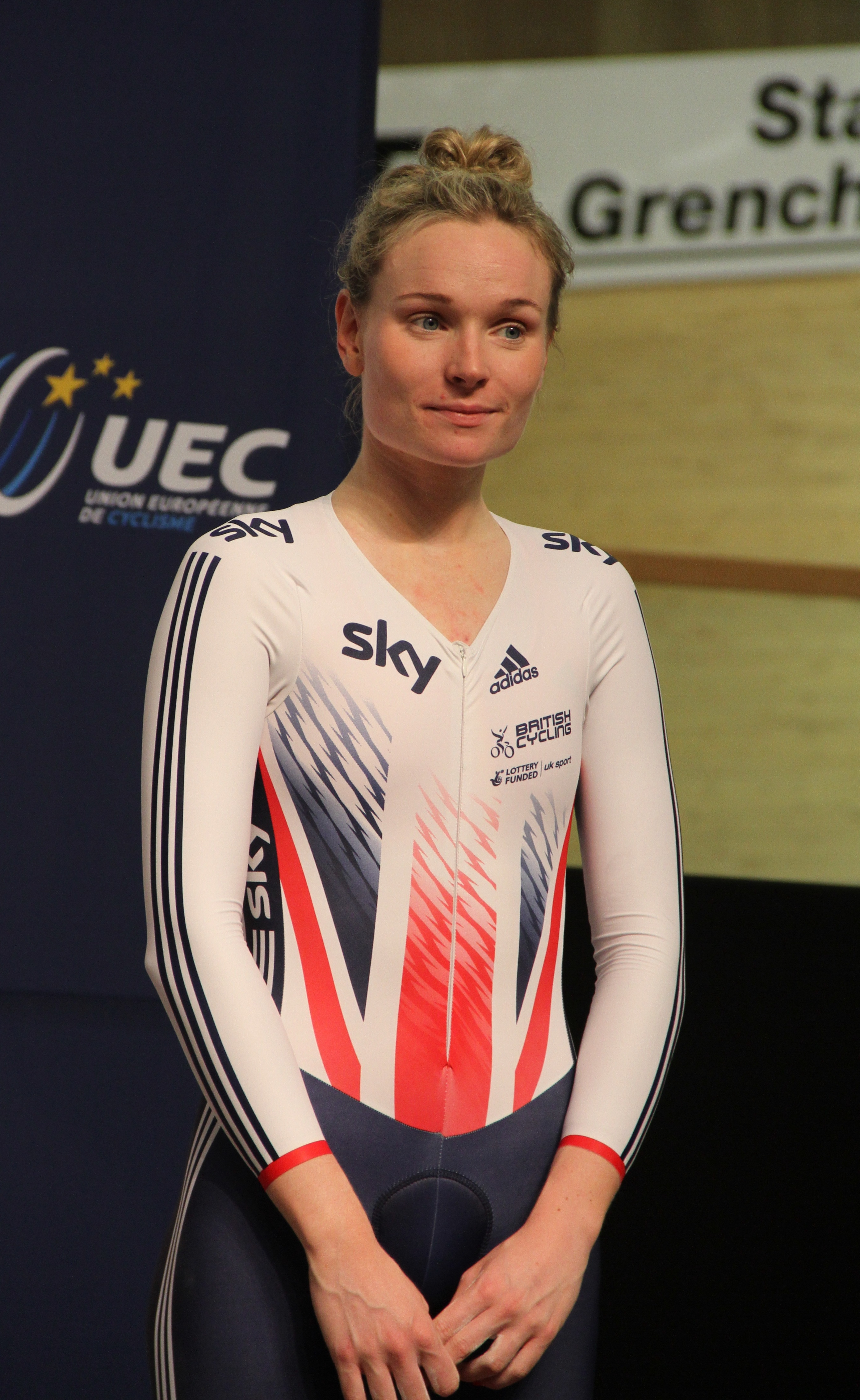
Ciara Horne en 2015
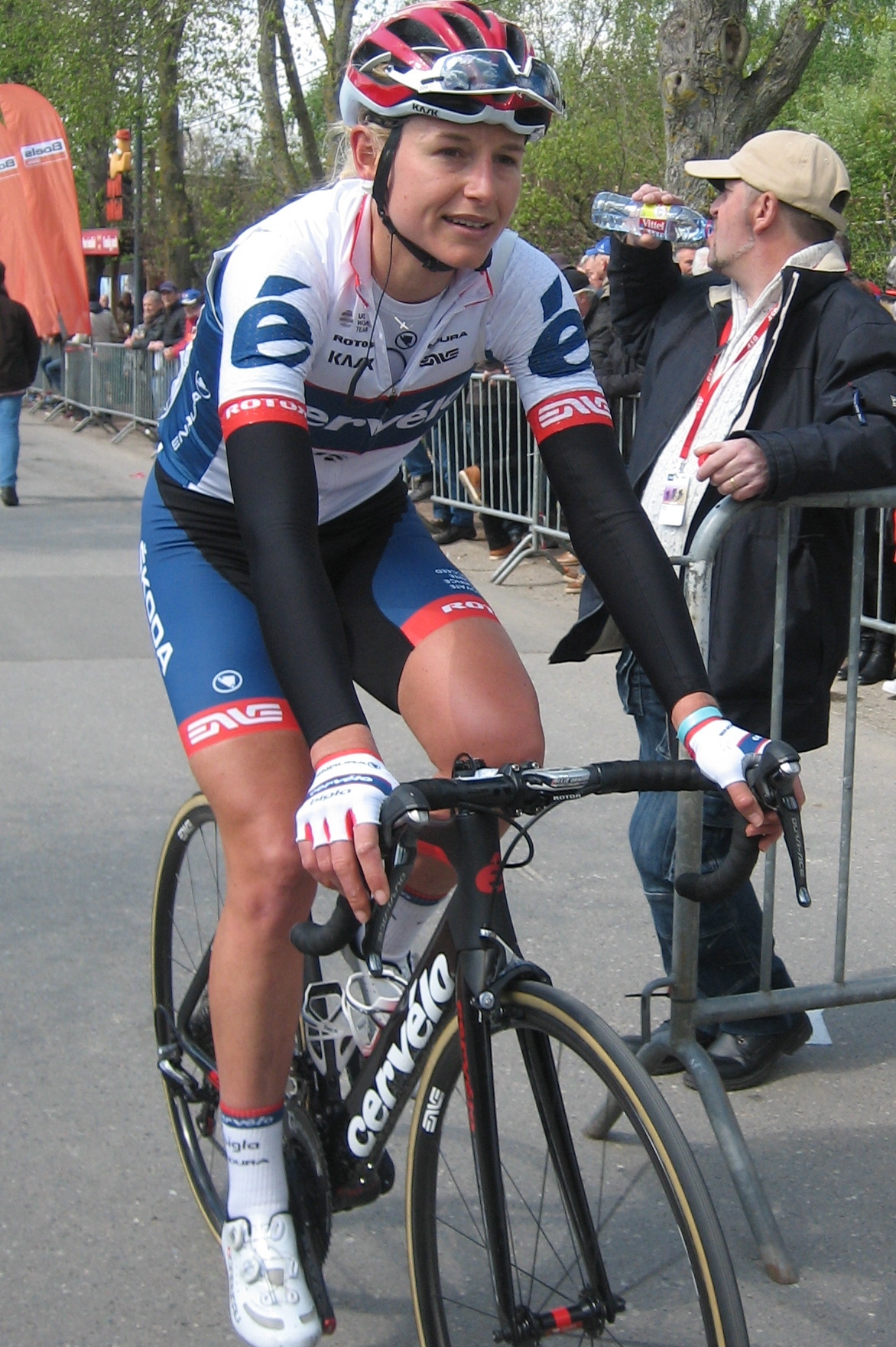
Allie Dragoo
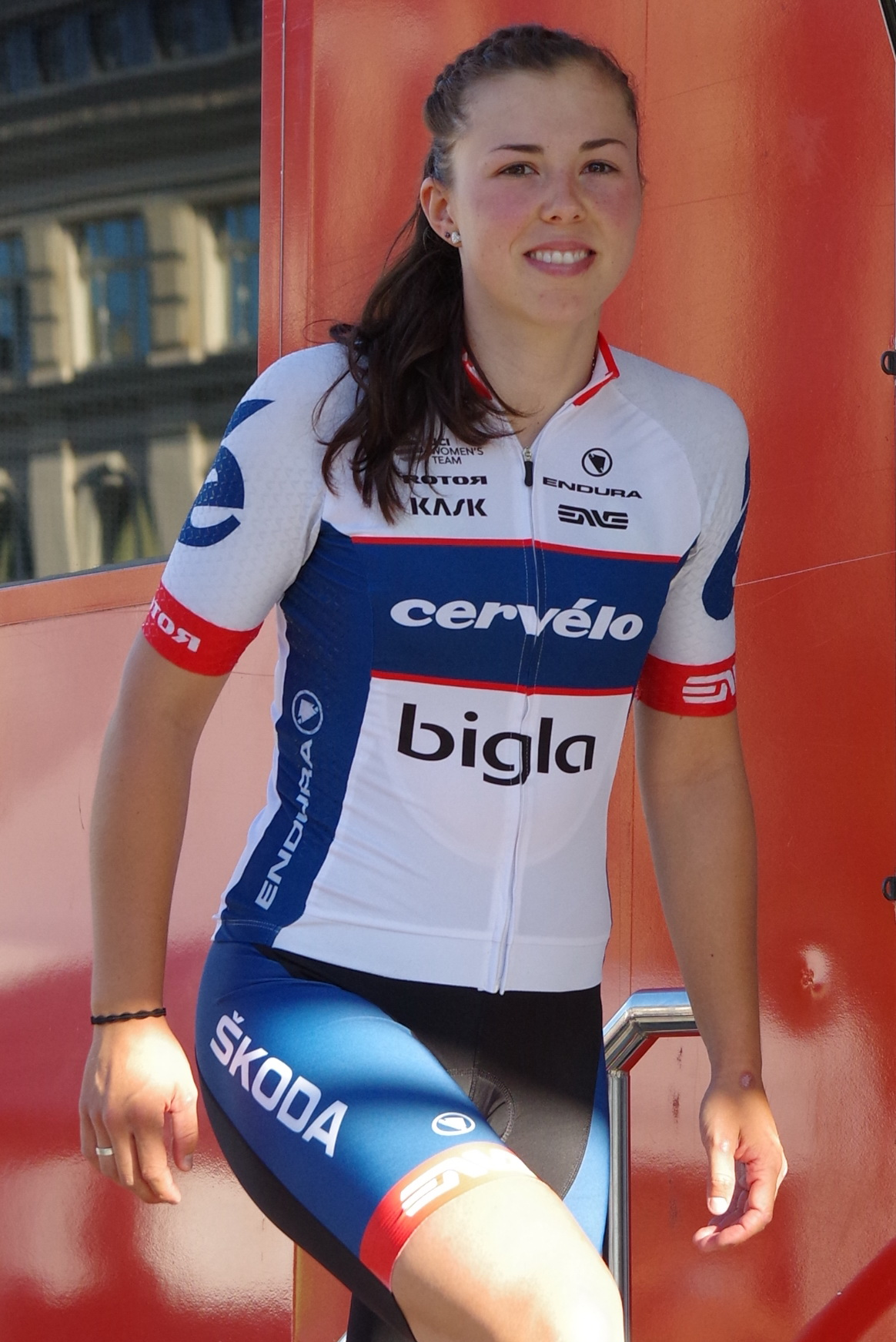
Lisa Klein
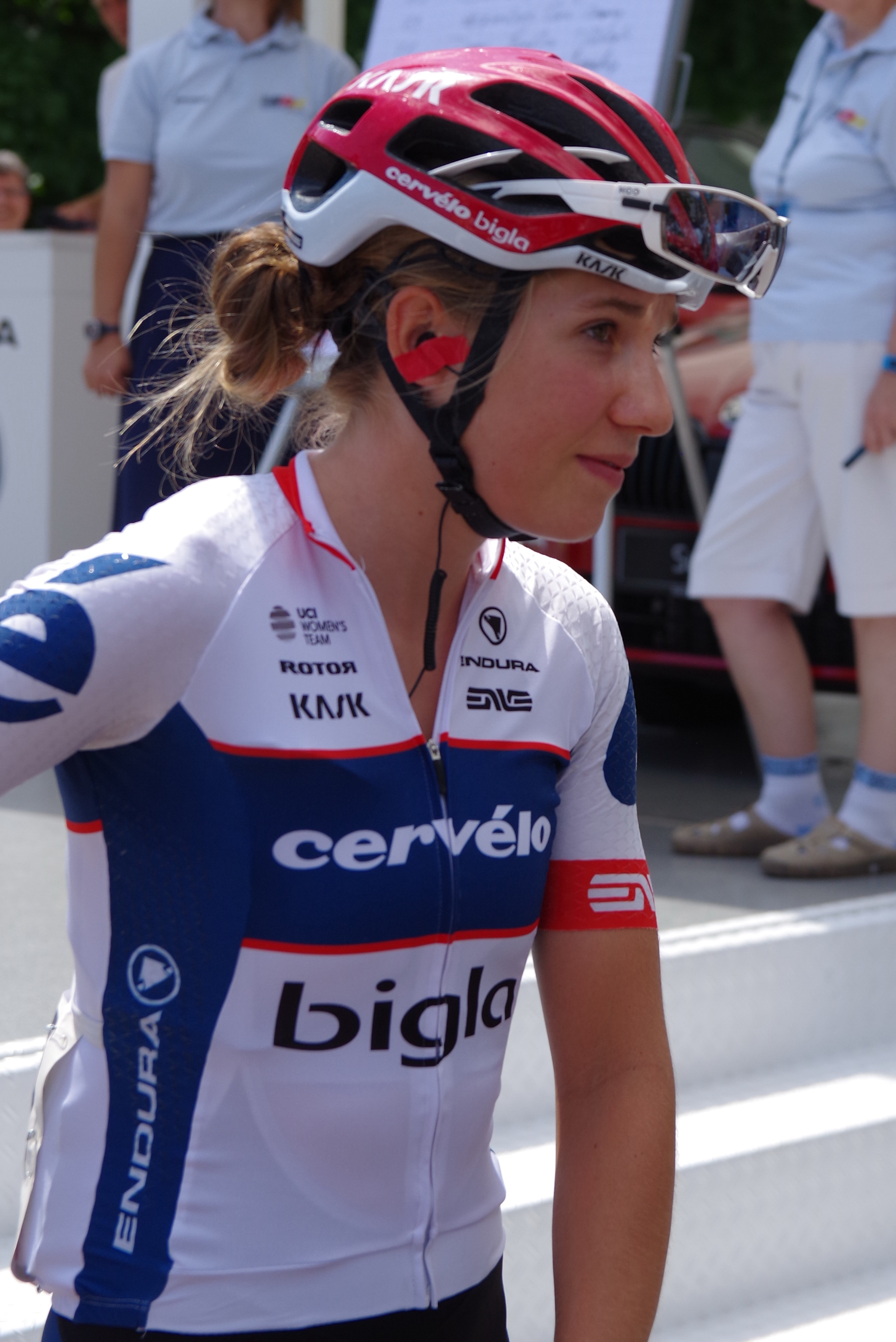
Clara Koppenburg
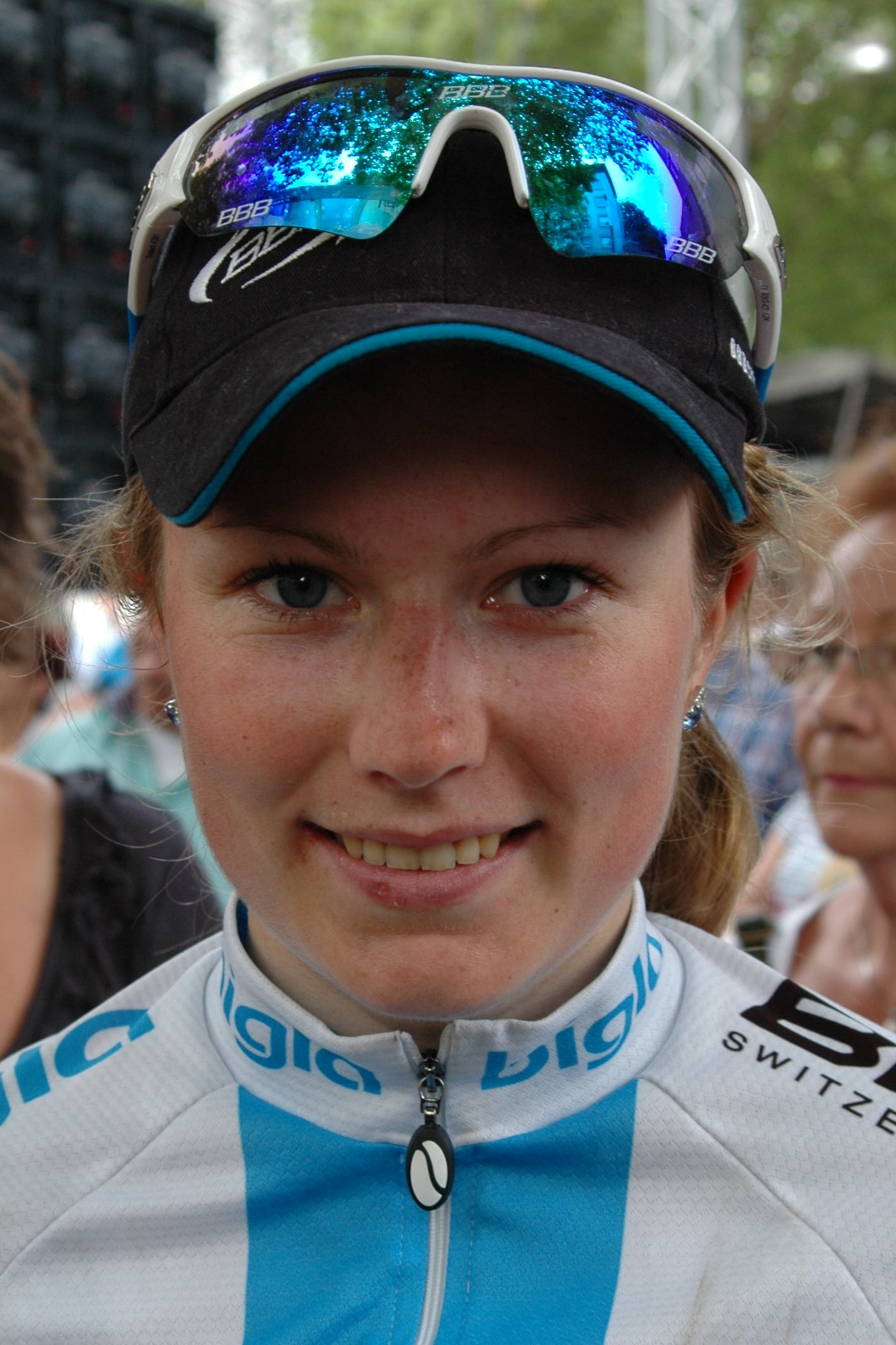
Lotta Lepistö en 2014
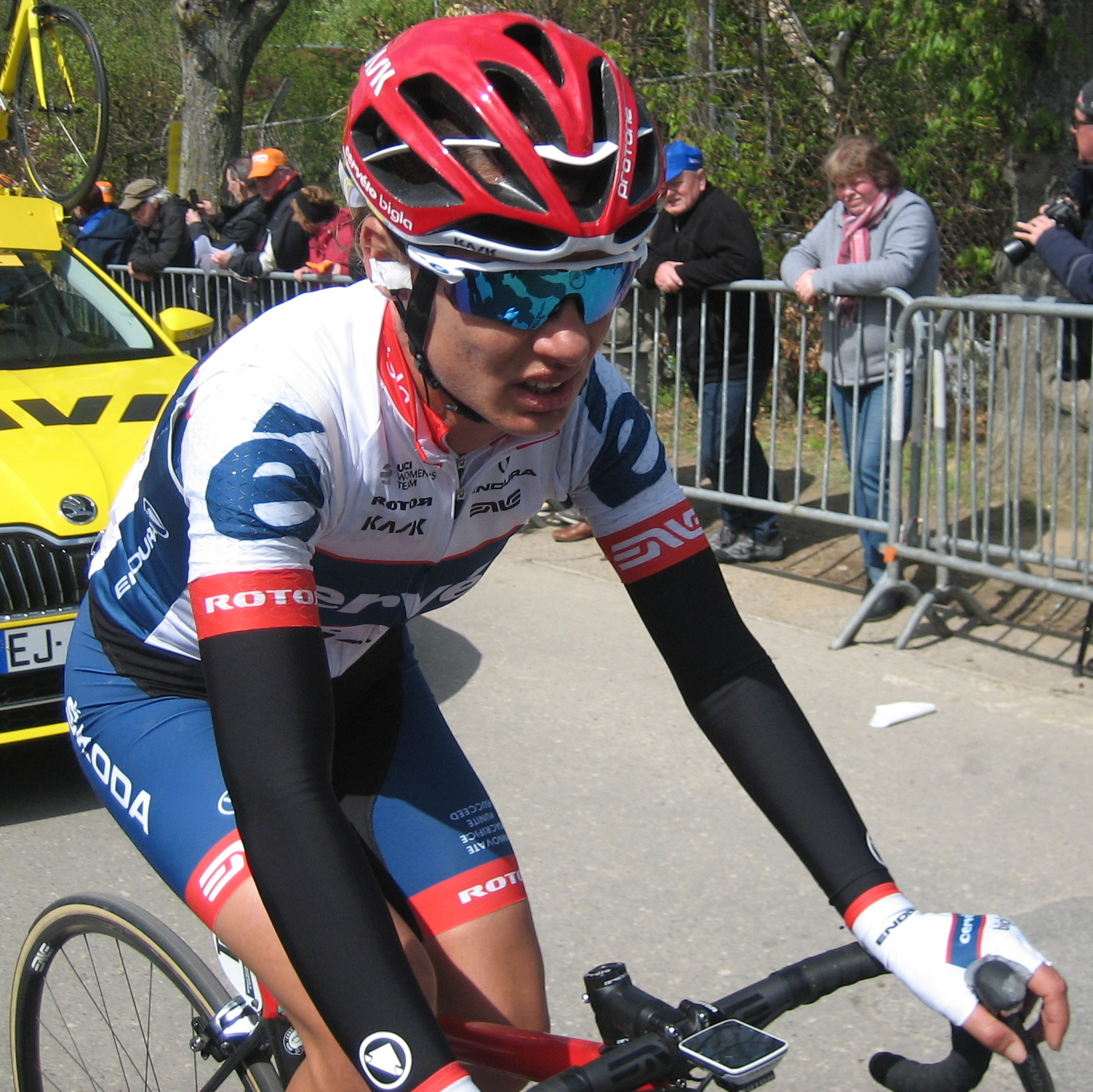
Ashleigh Moolman
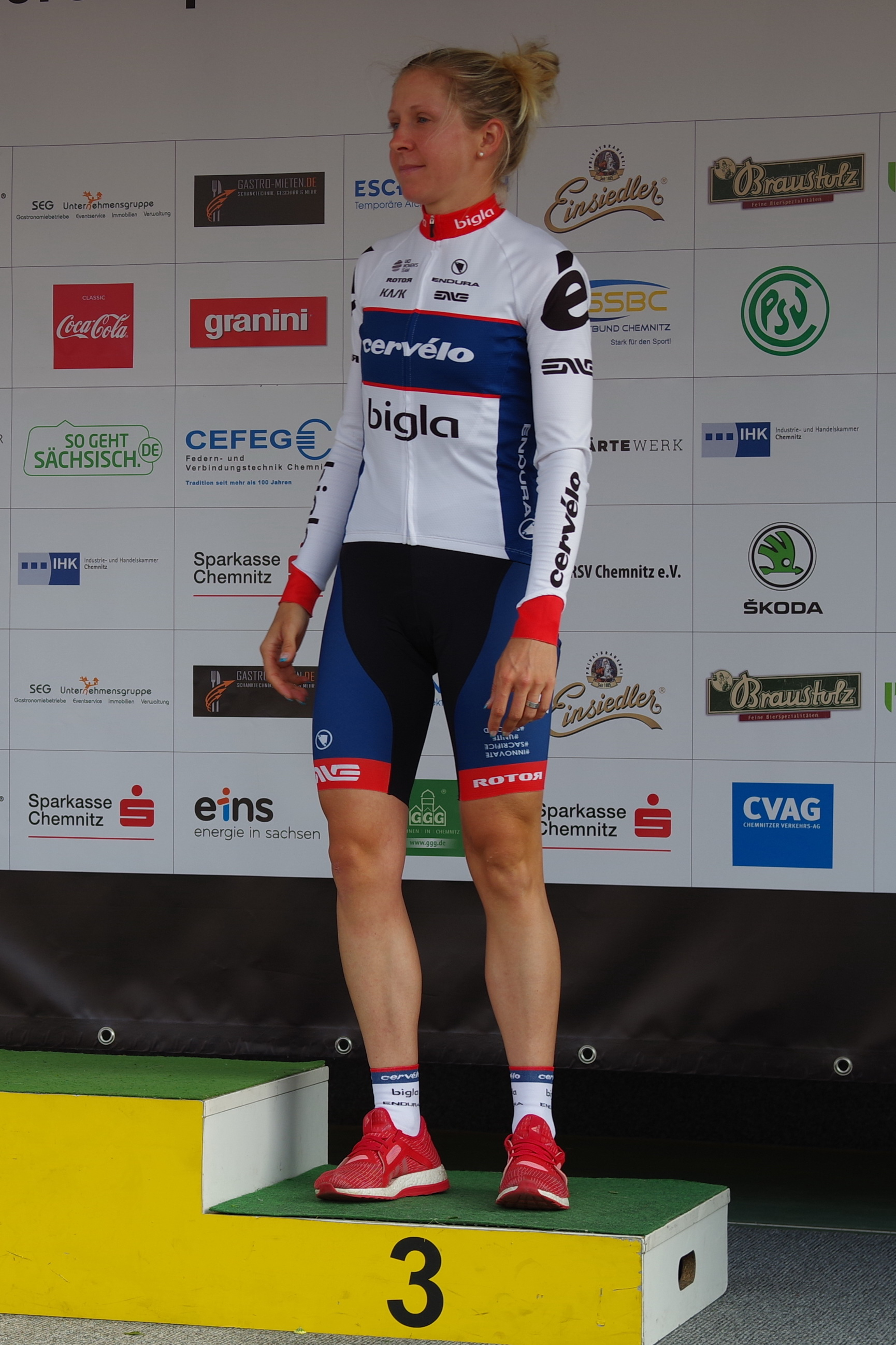
Stephanie Pohl
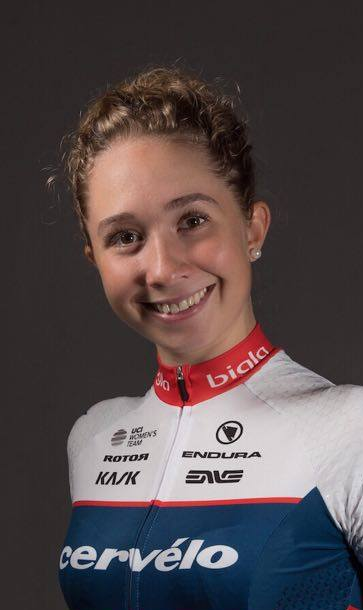
Cecilie Uttrup Ludwig
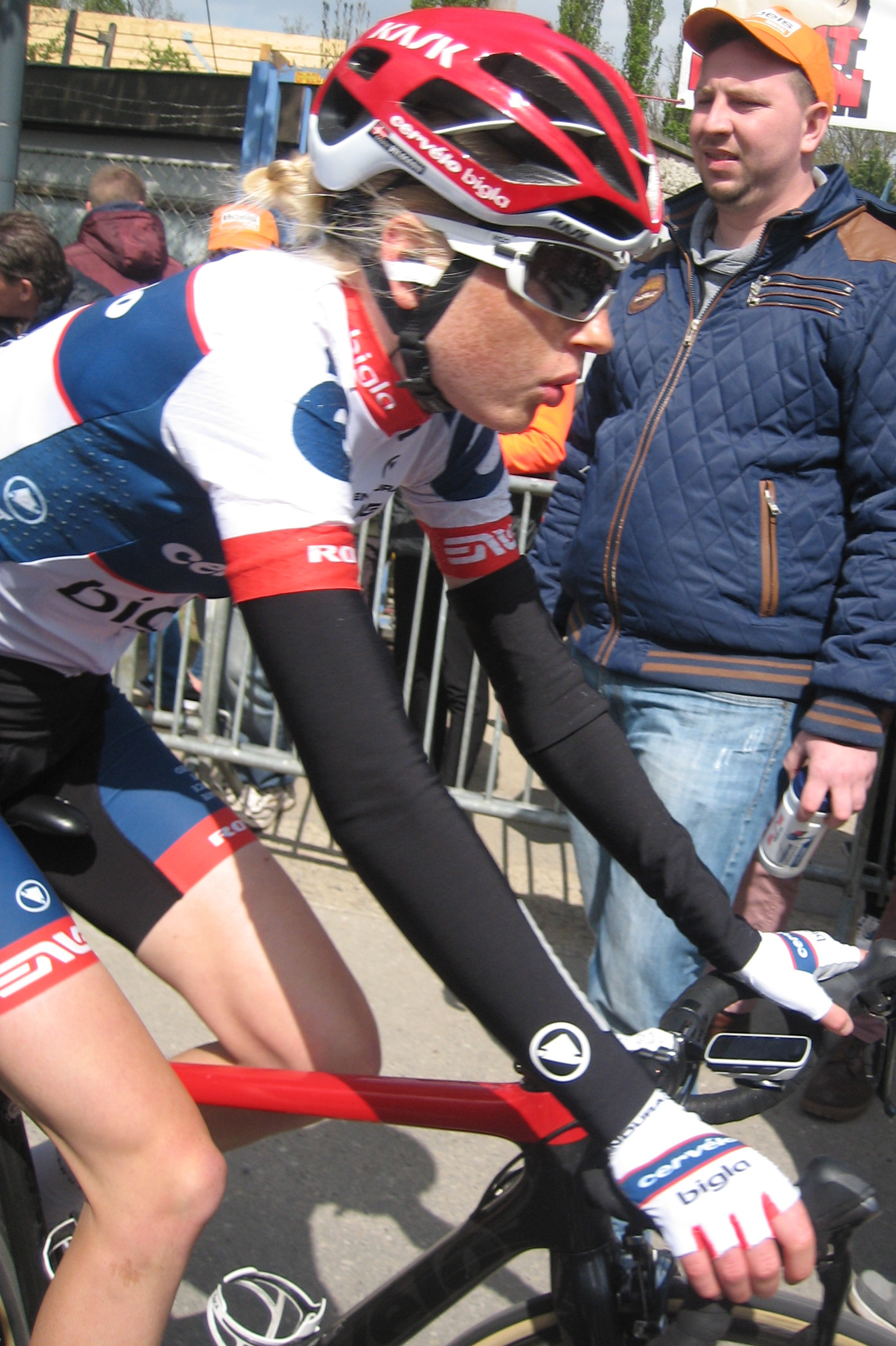
Marie Vilmann

### Encadrement
Thomas Campana est le représentant de l'équipe auprès de l'UCI et son dirigeant. Dirk Baldinger est directeur sportif, Jochen Dornbusch est son adjoint.

## Déroulement de la saison

### Février-Mars
À la Semana Ciclista Valenciana, la formation réalise le deuxième temps du contre-la-montre par équipes inaugural quatre secondes derrière la formation équipe cycliste Bepink. Le lendemain, à vingt kilomètres de l'arrivée, Cecilie Uttrup Ludwig  attaque puis est rejointe par Ann-Sophie Duyck. Les deux coureuses coopèrent. La Belge s'impose sur l'étape tandis que la Danoise s'empare définitivement du maillot de leader du classement général. Ashleigh Moolman termine l'épreuve à la troisième place.
Au Trofeo Alfredo Binda-Comune di Cittiglio, Cecilie Uttrup Ludwig se classe troisième du sprint final,. Fin mars, Lotta Lepistö remporte coup sur coup aux sprints deux classiques flandriennes : À travers les Flandres et Gand-Wevelgem.

### Avril

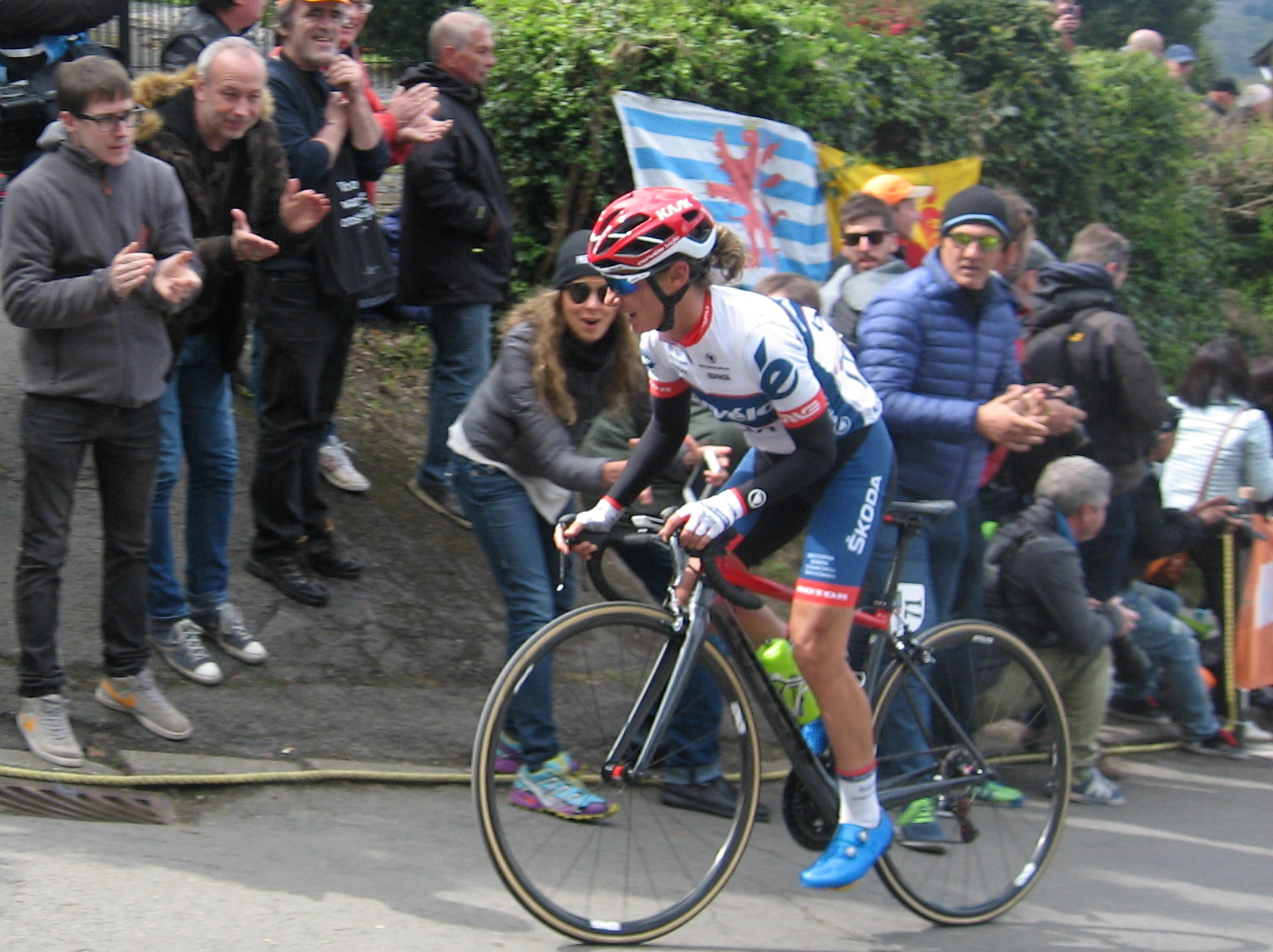
Ashleigh Moolman sur le mur de Huy

Au Tour des Flandres, Lotta Lepistö ne parvient pas à suivre les meilleures à l'inverse de Cecilie Uttrup Ludwig qui se classe douzième. À l'Healthy Ageing Tour, Stephanie Pohl est quatrième et Lisa Klein sixième du contre-la-montre inaugural. Cette dernière s'empare ainsi du maillot blanc de leader du classement de la meilleure jeune. L'après-midi, Lotta Lepistö finit troisième du sprint. Le lendemain, la formation Cervélo-Bigla se classe deuxième du contre-la-montre par équipes derrière Boels Dolmans. Lisa Klein est deuxième du sprint massif de la troisième étape. Elle conserve la tête du classement de la meilleure jeune jusqu'au bout.

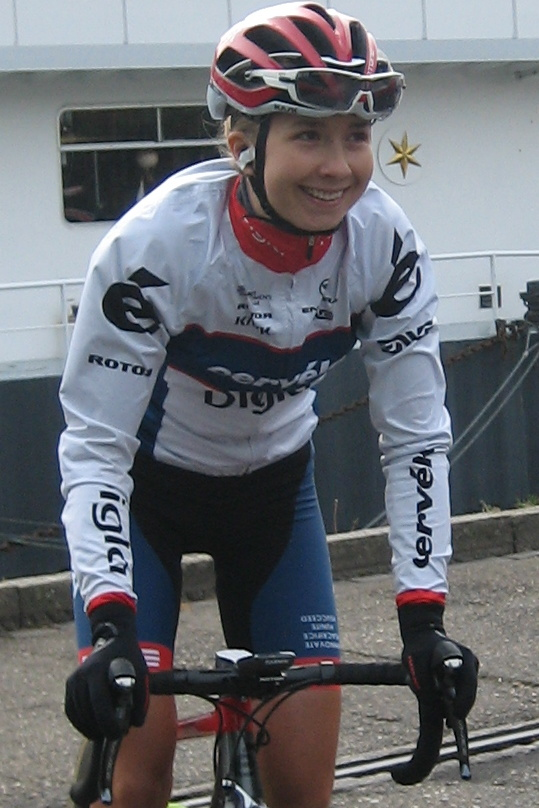
Cecilie Uttrup Ludwig sur l'Amstel Gold Race

Ashleigh Moolman se classe neuvième de l'Amstel Gold Race. Sur la Flèche wallonne, la formation est très agressive. Au kilomètre vingt, une échappée de quatre coureuses dont  Allie Dragoo part. Leur avance culmine à trois minutes quand les grandes équipes lancent la poursuite. À la côte d'Amay, Sofie de Vuyst et Allie Dragoo sont seules en tête, les autres étant reprises. Dans la côte de Villers-le-Bouillet, Ashleigh Moolman s'échappe et effectue la jonction. Elle repart ensuite seule, mais est reprise par le peloton dans la première ascension du mur de Huy. Marie Vilmann et Tetiana Riabchenko prennent la fuite. Elles ont quarante secondes d'avance à vingt kilomètres de l'arrivée. Ashleigh Moolman se classe finalement sixième,. À Liège-Bastogne-Liège, Stephanie Pohl attaque en début de course. Dans la Roche aux faucons, Katarzyna Niewiadoma attaque. Elle est suivie par Elizabeth Deignan, Anna van der Breggen, Ashleigh Moolman et Elisa Longo Borghini. L'écart atteint quarante secondes au bout de trois kilomètres. Dans la côte de Saint-Nicolas, Katarzyna Niewiadoma accélère mais c'est Anna van der Breggen qui part seule au sommet. Ashleigh Moolman est lâchée et reprise par le groupe de poursuivantes. Elle est finalement sixième,.

### Mai
Au Festival Luxembourgeois du cyclisme féminin Elsy Jacobs, Ashleigh Moolman gagne le prologue, Lisa Klein est deuxième. Le lendemain, Ashleigh Moolman se classement troisième du sprint d'un peloton réduit. Par le jeu des bonifications, Christine Majerus lui prend le maillot jaune. Sur la dernière étape, la formation Cervélo Bigla tente d'enflammer la course, mais Boels Dolmans empêche toute échappée. Ashleigh Moolman est troisième du classement général. Lisa Klein est quatrième et la meilleure jeune. Enfin, la formation remporte le classement par équipes.
Sur l'Emakumeen Euskal Bira, Ashleigh Moolman est huitième de la première étape au sprint. Le lendemain, elle est septième, vingt-six secondes derrière Amanda Spratt qui prend la tête de la course. Sur la troisième étape, elle part à mi-étape mais la formation Orica-Scott la reprend. Elle se trouve une nouvelle fois dans le groupe des leaders et prend la quatrième place tandis que Katrin Garfoot s'impose avec trente-quatre secondes d'avance. Ashleigh Moolman pointe à ce moment-là cinquième du classement général à quarante-quatre secondes de Katrin Garfoot et Cecilie Uttrup Ludwig neuvième à cinquante secondes. Le lendemain, lors de l'arrivée au sommet au Sanctuaire de San Migel d'Aralar. Elle attaque dans le final, et est suivie par Annemiek van Vleuten et Nikola Nosková. Elle est troisième de l'étape, Cecilie Uttrup Ludwig est cinquième. Katrin Garfoot perd six secondes d'avance, mais Annemiek van Vleuten remonte au classement général. Au soir de cette pénultimiène étape, la formation Orica-Scott occupe l'intégralité du podium avec Ashleigh Moolman quatrième à trente-quatre secondes. La dernière étape se conclut par l'ascension de l'Alto de Jaizkibel. L'équipe Cervélo-Bigla y mène un train rapide. Peu après, Ashleigh Moolman attaque. Annemiek van Vleuten part à sa poursuite avec Eider Merino. Katrin Garfoot en fait de même plus loin. Ashleigh Moolman atteint le sommet avec trente-deux secondes d'avance. Elle résiste au retour d'Annemiek van Vleuten dans la descente, qui termine seulement treize secondes derrière la Sud-Africaine, mais ne parvient pas à sauver la première place au classement général pour l'équipe Orica-Scott. Ashleigh Moolman remporte donc l'épreuve ainsi qu'au passage son classement par points et de la montagne. Cecilie Uttrup Ludwig est deuxième du classement de la meilleure jeune à dix-sept secondes de Nikola Nosková. La semaine suivante, Ashleigh Moolman confirme sa bonne forme en s'imposant au sprint sur  La Classique Morbihan, Cecilie Uttrup Ludwig est troisième. Le lendemain, le scénario se répète au Grand Prix de Plumelec,.

### Juin

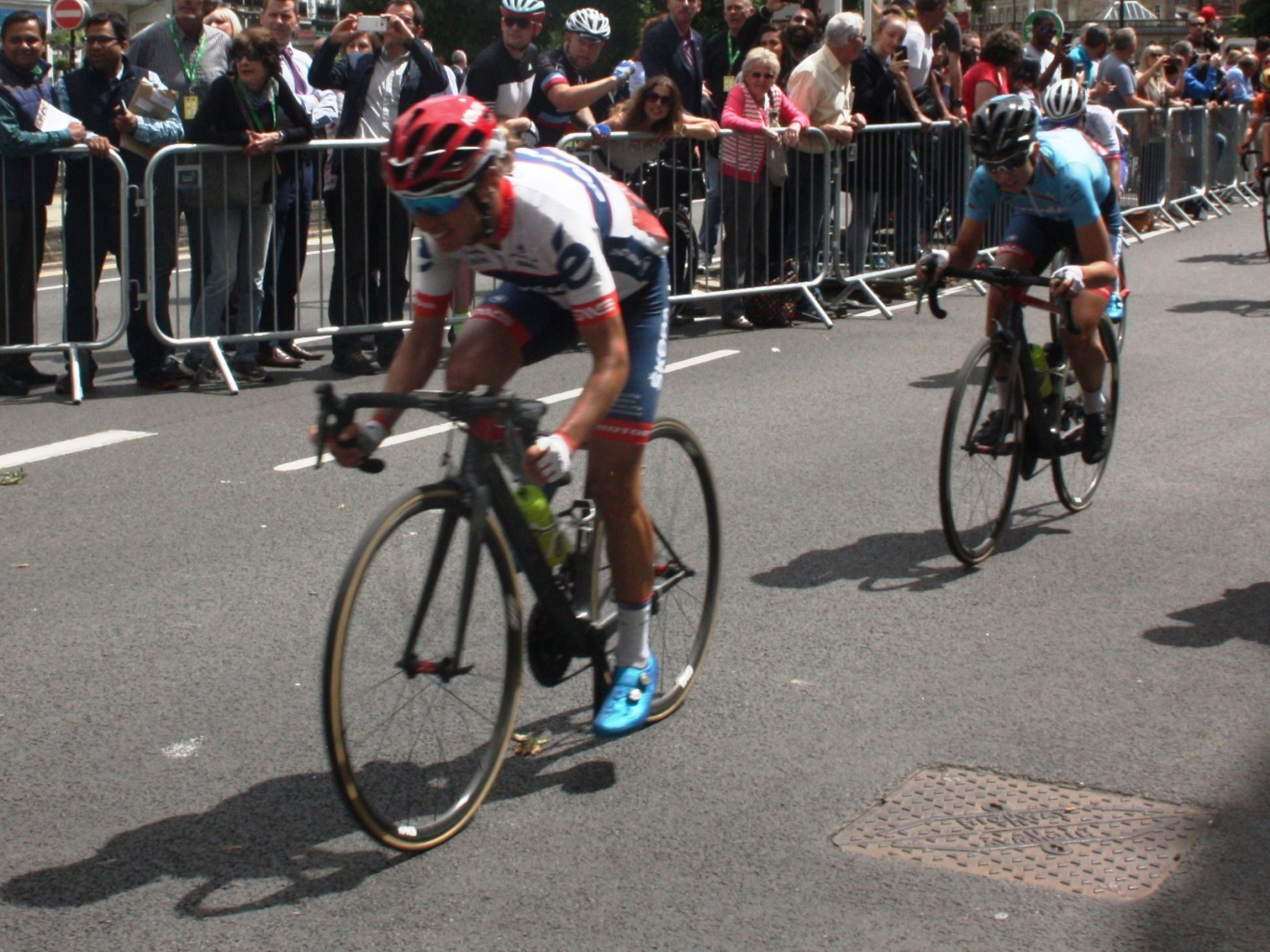
Ashleigh Moolman et Cecilie Uttrup Ludwig au Women's Tour

Au Women's Tour, Ashleigh Moolman suit les meilleures sur les deux premières étapes. Sur la quatrième étape, l'ascension du Crich Hill voit les favorites s'affronter. Elisa Longo Borghini, Ashleigh Moolman et Katarzyna Niewiadoma lutte et rentre sur Armitstead. Toutefois cette action est sans conséquence. Ashleigh Moolman se classe huitième de l'étape. Au terme de l'épreuve, elle est septième du classement général et Cecilie Uttrup Ludwig huitième,.
Lors des championnats nationaux, Lotta Lepistö conserve ses titres de championne de Finlande du contre-la-montre et sur route. Au Danemark, Cecilie Uttrup Ludwig celui de championne du contre-la-montre. Nicole Hanselmann devient championne de Suisse sur route et Lisa Klein en fait de même en Allemagne au sprint.

### Juillet

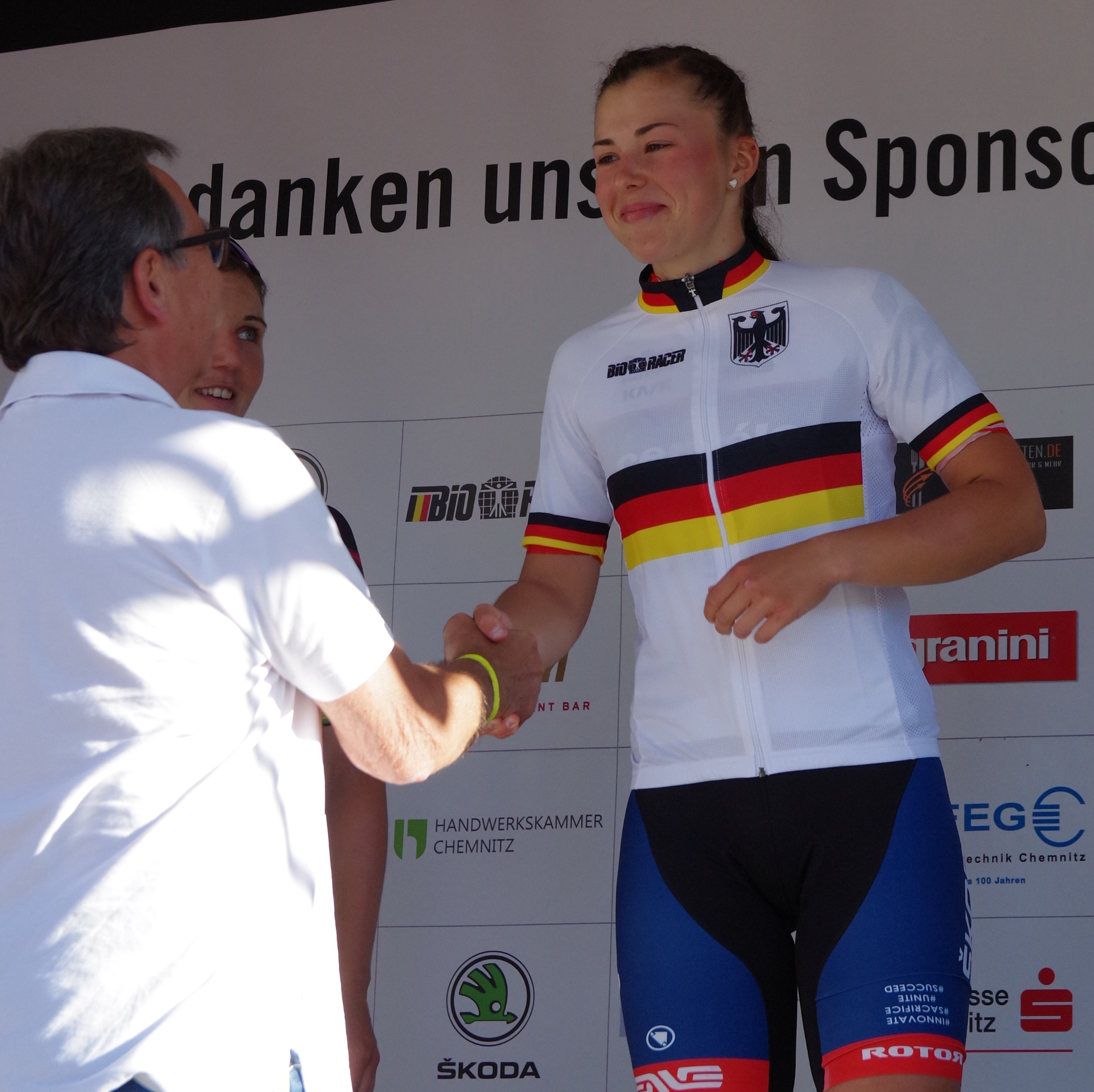
Lisa Klein avec le maillot de championne d'Allemagne

Au Tour d'Italie, la formation se classe huitième du contre-la-montre par équipes inaugural. Cette prestation est décevante. Ashleigh Moolman concède déjà cinquante-deux secondes,,. Sur la deuxième étape, les favorites profitent de l'ascension de la Forcella pour s'exprimer. Ashleigh Moolman et finit à la vingt-deuxième place. Elle décide le lendemain de ne pas repartir. Lotta Lepistö se classe deuxième du sprint derrière Hannah Barnes. Elle remporte néanmoins la sixième étape,,. Le profil montagneux de la huitième étape distance Floortje Mackaij. Cecilie Uttrup Ludwig endosse ainsi le maillot de meilleure jeune,,. Lotta Lepistö est encore deuxième de la neuvième étape, cette fois devancée par Marta Bastianelli. Cecilie Uttrup Ludwig est seizième de l'épreuve et meilleure jeune. Lotta Lepistö est deuxième du classement par points.
Sur La course by Le Tour de France qui se conclut au col d'Izoard, Ashleigh Moolman se classe douzième. Dans les rues de Marseille, elle remonte de trois places et est donc neuvième. À RideLondon-Classique, Lisa Brennauer lance le sprint avec Lotta Lepistö dans sa roue. Les deux coureuses réalisent un trou, mais Coryn Rivera parvient à les reprendre puis à les doubler. Lotta Lepistö est deuxième.

### Août
La semaine suivante, elle est huitième du championnat d'Europe sur route. Sur les épreuves espoirs, Lisa Klein est troisième du contre-la-montre, derrière Cecilie Uttrup Ludwig, et la cinquième place de la course en ligne. 
Au Contre-la-montre par équipes de l'Open de Suède Vårgårda, la formation Cervélo-Bigla se classe deuxième treize secondes derrière Boels-Dolmans.  Lors de la course en ligne, Lisa Klein fait partie des échappées. Au sprint, Lotta Lepistö s'impose. Au Tour de Norvège qui suit, Lisa Klein est quatrième du prologue. Lotta Lepistö est cinquième de la deuxième étape puis quatrième de la troisième et dernière étape. Au classement général, Lisa Klein est cinquième et meilleure jeune. Lotta Lepistö est huitième.
Au Grand Prix de Plouay, dans l'avant-dernier passage dans la côte de Ty Marrec, Ashleigh Moolman suit Pauline Ferrand-Prévot, Elizabeth Deignan, Anna van der Breggen et Elisa Longo Borghini. Toutefois la mauvaise entente cause un regroupement avant la côte de Lezot. Dans le dernier tour, elle ne peut suivre les deux premières. Elle finit onzième.

### Septembre
Au Tour de Toscane, la formation impose sa domination. Lisa Klein,  Cecilie Uttrup Ludwig et Ashleigh Moolman occupent les trois premières places du prologue. Clara Koppenburg est sixième. Le lendemain, dans la première montée de la côte de Segromigno in Monte, Ashleigh Moolman, Cecilie Uttrup Ludwig et Janneke Ensing se détachent. Toutefois, elles sont rapidement reprises. Dans la deuxième montée, Moolman et Ensing sont cette fois accompagnées de Maria Giulia Confalonieri. Janneke Ensing négocie au mieux le sprint en descente et s'impose devant Ashleigh Moolman. Elle s'empare de la tête du classement général. Sur l'ultime étape, lors du premier tour, Lisa Klein et Silvia Persico attaquent. Derrière, dans la troisième montée de la Via della Selvette, au kilomètre quarante-six, Ashleigh Moolman accélère afin de revenir à l'avant. Son avance monte à trente secondes, mais elle est reprise. Les deux échappées sont toujours devant avec deux minutes d'écart. Le peloton les reprend au kilomètre quatre-vingt-sept dans l'ascension vers Valgiano alors qu'Ashleigh Moolman, Cecilie Uttrup Ludwig et Ewelina Szybiak sont détachées. Janneke Ensing est piégée. Lors l'ascension suivante de cette côte, Ashleigh Moolman attaque de nouveau afin de s'imposer seule. Elle devient également vainqueur final de ce Tour de Toscane. Sa coéquipière Cecilie Uttrup Ludwig prend la deuxième place devant Ewelina Szybiak.
Aux championnats du monde du contre-la-montre par équipes, la formation prend la troisième place. La composition de l'équipe est : Stephanie Pohl, Lisa Klein, Clara Koppenburg, Lotta Lepistö, Cecilie Uttrup Ludwig et Ashleigh Moolman. Sur le contre-la-montre individuel, Ashleigh Moolman prend la septième place, ce qui un très bon résultat, Cecilie Uttrup Ludwig est dixième. Sur la course en ligne, Cecilie Uttrup Ludwig suit les meilleures dans l'avant dernier tour sur la côte de Salmon Hill. La mauvaise coopération provoque néanmoins un regroupement général. Sur le dernier tour, elle ne peut en faire autant et prend la trente-huitième place de l'épreuve.

## Bilan de la saison
L'équipe a réalisé une saison très régulière de haut niveau. Ashleigh Moolman remporte neuf succès à elle seule, dont l'Emakumeen Euskal Bira, le Tour de Toscane. Lotta Lepistö réalise une bonne saison avec deux victoires sur les épreuves World Tour : à l'Open de Suède Vårgårda et à Gand-Wevelgem. Elle gagne aussi À travers les Flandres, les deux titres sur route en Finlande et une étape du Tour d'Italie. Cecilie Uttrup Ludwig gagne le classement de la meilleure jeune de l'UCI World Tour, grâce notamment à une troisième place sur le Trofeo Alfredo Binda-Comune di Cittiglio. Elle gagne aussi la Semana Ciclista Valenciana et le championnat du contre-la-montre danois. Elle se positionne ainsi comme une athlète les plus prometteuse de sa génération. Le site vélo101 la classe cinquième équipe professionnelle féminine pour la saison 2017.

## Victoires

### Sur route
| Victoires | Victoires                                                           | Victoires      | Victoires | Victoires             | Victoires |
| Date      | Course                                                              | Pays           | Classe    | Vainqueur             |           |
| --------- | ------------------------------------------------------------------- | -------------- | --------- | --------------------- | --------- |
| 9 fév.    | Championnat d'Afrique du Sud du contre-la-montre                    | Afrique du Sud | CN        | Ashleigh Moolman      |           |
| 11 mars   | Classement général, Semaine cycliste valencienne                    | Espagne        | 2.2       | Cecilie Uttrup Ludwig |           |
| 22 mars   | À travers les Flandres                                              | Belgique       | 1.1       | Lotta Lepistö         |           |
| 26 mars   | Gand-Wevelgem                                                       | Belgique       | 1.WWT     | Lotta Lepistö         |           |
| 28 avr.   | Prologue, Festival Elsy Jacobs                                      | Luxembourg     | 2.1       | Ashleigh Moolman      |           |
| 21 mai    | 5e étape, Iurreta-Emakumeen Bira                                    | Espagne        | 2.1       | Ashleigh Moolman      |           |
| 21 mai    | Classement général, Iurreta-Emakumeen Bira                          | Espagne        | 2.1       | Ashleigh Moolman      |           |
| 26 mai    | La Classique Morbihan                                               | France         | 1.1       | Ashleigh Moolman      |           |
| 27 mai    | Grand Prix de Plumelec-Morbihan                                     | France         | 1.1       | Ashleigh Moolman      |           |
| 16 juin   | Championnat de Finlande du contre-la-montre                         | Finlande       | CN        | Lotta Lepistö         |           |
| 17 juin   | Championnat de Finlande sur route                                   | Finlande       | CN        | Lotta Lepistö         |           |
| 22 juin   | Championnat du Danemark du contre-la-montre                         | Danemark       | CN        | Cecilie Uttrup Ludwig |           |
| 24 juin   | Championnat d'Allemagne sur route                                   | Allemagne      | CN        | Lisa Klein            |           |
| 24 juin   | Championnat de Suisse sur route                                     | Suisse         | CN        | Nicole Hanselmann     |           |
| 5 juill.  | 6e étape du Tour d'Italie                                           | Italie         | 2.WWT     | Lotta Lepistö         |           |
| 13 août   | Course en ligne de l'Open de Suède Vårgårda                         | Suède          | 1.WWT     | Lotta Lepistö         |           |
| 8 sept.   | Prologue du Tour de Toscane féminin-Mémorial Michela Fanini         | Italie         | 2.2       | Lisa Klein            |           |
| 10 sept.  | Classement général, Tour de Toscane féminin-Mémorial Michela Fanini | Italie         | 2.2       | Ashleigh Moolman      |           |
| 10 sept.  | 2e étape du Tour de Toscane féminin-Mémorial Michela Fanini         | Italie         | 2.2       | Ashleigh Moolman      |           |
| 19 nov.   | 94.7 Cycle Challenge Women                                          | Afrique du Sud | 1.1       | Ashleigh Moolman      |           |

### Résultats sur les courses majeures

#### World Tour
| Date                | #  | Course                                   | Pays            | Meilleure classée     | Classement |
| ------------------- | -- | ---------------------------------------- | --------------- | --------------------- | ---------- |
| 4 mars              | 1  | Strade Bianche                           | Italie          | Cecilie Uttrup Ludwig | 9e         |
| 11 mars             | 2  | Tour de Drenthe                          | Pays-Bas        | Lotta Lepistö         | 16e        |
| 19 mars             | 3  | Trofeo Alfredo Binda-Comune di Cittiglio | Italie          | Cecilie Uttrup Ludwig | 3e         |
| 26 mars             | 4  | Gand-Wevelgem                            | Belgique        | Lotta Lepistö         | Vainqueur  |
| 2 avril             | 5  | Tour des Flandres                        | Belgique        | Cecilie Uttrup Ludwig | 12e        |
| 16 avril            | 6  | Amstel Gold Race                         | Pays-Bas        | Ashleigh Moolman      | 9e         |
| 19 avril            | 7  | Flèche wallonne                          | Belgique        | Ashleigh Moolman      | 6e         |
| 23 avril            | 8  | Liège-Bastogne-Liège                     | Belgique        | Ashleigh Moolman      | 6e         |
| 5-7 mai             | 9  | Tour de l'île de Chongming               | Chine           | -                     | -          |
| 11-14 mai           | 10 | Tour de Californie                       | États-Unis      | -                     | -          |
| 4 juin              | 11 | Philadelphia Cycling Classic             | États-Unis      | Course annulée        |            |
| 7-11 juin           | 12 | The Women's Tour                         | Grande-Bretagne | Ashleigh Moolman      | 7e         |
| 30 juin-9 juillet   | 13 | Tour d'Italie                            | Italie          | Cecilie Uttrup Ludwig | 16e        |
| 20 juillet          | 14 | La course by Le Tour de France           | France          | Ashleigh Moolman      | 12e        |
| 29 juillet          | 15 | RideLondon-Classique                     | Grande-Bretagne | Lotta Lepistö         | 2e         |
| 11 août             | 16 | Open de Suède Vårgårda TTT               | Suède           | Cervélo Bigla         | 2e         |
| 13 août             | 17 | Open de Suède Vårgårda                   | Suède           | Lotta Lepistö         | Vainqueur  |
| 17-20 août          | 18 | Tour de Norvège                          | Norvège         | Lisa Klein            | 5e         |
| 26 août             | 19 | Grand Prix de Plouay                     | France          | Ashleigh Moolman      | 11e        |
| 29 août-3 septembre | 20 | Boels Rental Ladies Tour                 | Pays-Bas        | -                     | -          |
| 10 septembre        | 21 | La Madrid Challenge by La Vuelta         | Espagne         | -                     | -          |

Cervélo-Bigla est septième du classement par équipes. Lotta Lepistö est huitième du classement individuel, Ashleigh Moolman vingtième et Cecilie Uttrup Ludwig la meilleure jeune.

#### Grand tour
| Grand tour            | Tour d'Italie                                          |
| --------------------- | ------------------------------------------------------ |
| Coureuse (classement) | Cecilie Uttrup Ludwig (16e)                            |
| Accessits             | 1 victoire d'étape et classement de la meilleure jeune |

## Classement mondial
| Rang | Coureuse              | Points |
| ---- | --------------------- | ------ |
| 8    | Ashleigh Moolman      | 766    |
| 11   | Lotta Lepistö         | 705    |
| 19   | Cecilie Uttrup Ludwig | 494    |
| 47   | Lisa Klein            | 229    |
| 91   | Marie Vilmann         | 98     |
| 141  | Stephanie Pohl        | 48     |
| 149  | Nicole Hanselmann     | 46     |
| 240  | Christina Perchtold   | 18     |
| 273  | Clara Koppenburg      | 14     |
| 398  | Daria Pikulik         | 7      |

Cervélo Bigla est cinquième au classement par équipes.